# Nosferatu, eine Symphonie des Grauens
Nosferatu, eine Symphonie des Grauens (en España, Nosferatu: Una sinfonía del horror) es una película muda alemana de 1922 de terror gótico, dirigida por Friedrich Wilhelm Murnau. Una adaptación «no autorizada y no oficial»de la novela de Bram Stoker, Drácula (1897). Convertida en película de culto, al principio no tuvo mucho éxito por la polémica ante la denuncia de plagio. La película fue censurada tras una demanda de la viuda de Stoker. Tras ello, obtuvo la reputación de un icono sobre el mito del vampiro y uno de los máximos exponentes del expresionismo alemán. El personaje, la atmósfera, los planos, la línea narrativa y los supuestos mensajes ocultos, sumados a la propia historia trágica del filme, convirtieron Nosferatu en una obra de culto para el público y profesionales del cine.  
La representación de Orlok en la película, introdujo la idea de que la luz solar es letal para los vampiros, un concepto que ha perdurado en la mitología vampírica desde entonces. La caracterización aterradora del actor Max Schreck, quien interpreta al personaje, contribuyó significativamente al aura misteriosa de la película: una figura alta, demacrada, con largas uñas y orejas puntiagudas, muy diferente al Drácula aristocrático y seductor de Stoker. Este diseño marcó el inicio de una representación visual que se repetiría en el cine de vampiros.
Existen dos películas remake de la original; Nosferatu: Phantom der Nacht (1979) y Nosferatu (2024).

## Argumento

### Acto I
En 1838, en la (ficticia) ciudad alemana de Wisborg, viven felices y enamorados los jóvenes Thomas Hutter y su reciente esposa Ellen Hutter, decidiendo él sorprenderla un día regalándole un ramo de flores, y aunque a ella le hace feliz el detalle, lamenta que haya matado a las pobres flores.

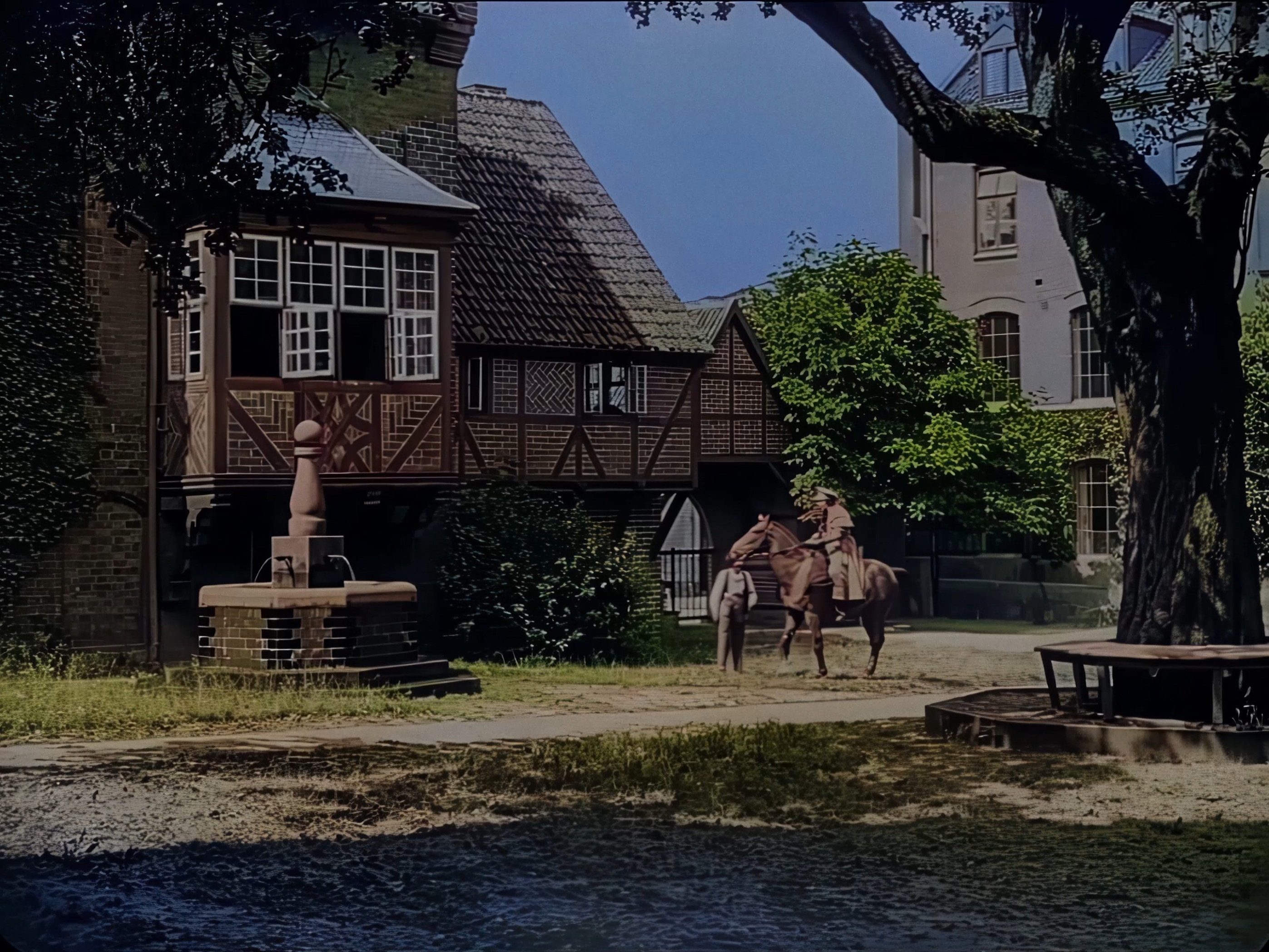
Fotograma coloreado digitalmente de Nosferatu (1922). Hutter es enviado a Transilvania por su empleador, el agente inmobiliario Herr Knock, para visitar a un nuevo cliente llamado Conde Orlok.

Hutter trabaja para Herr Knock, un agente inmobiliario que informa a Hutter del deseo del Conde Orlok, de Transilvania, de comprar una casa amplia y solitaria en Wisborg, por la que está dispuesto a pagar una importante suma de dinero, conminando a Hutter a que le consiga la vivienda que está frente a la propia casa de los Hutter, ordenándole que parta de viaje hacia las montañas de Transilvania, en los Montes Cárpatos, para ultimar el negocio. Antes de partir, Hutter deja a su esposa bajo la protección de sus amigos, el rico armador Friedrich Harding y su hermana Annie Harding. Tras emprender su largo viaje llega finalmente a los Montes Cárpatos, hospedándose en una posada para descansar, observando que, con solo pronunciar el nombre de Orlok todos le miran asustados y le dicen que no debe seguir su camino, pues el hombre lobo ronda por el bosque.
Ya en su habitación, encuentra un libro "De espíritus aterrorizados por vampiros, sortilegios y los siete pecados capitales", donde lee que de la semilla de Belial surgió el vampiro Nosferatu que vive y se alimenta de sangre humana viviendo en cuevas terroríficas, cámaras funerarias y ataúdes llenos de tierra maldita.
Al día siguiente todo parece menos terrorífico y parte en la diligencia hacia su destino, aunque el camino es largo y finalmente comienza a anochecer, negándose los cocheros a continuar su camino, ya que dicen que pasado un puente vive el diablo, por lo que debe seguir su camino a pie.
Pero tras cruzar el puente aparece un extraño personaje conduciendo un carruaje cubierto de telas, al igual que los caballos que tiran de él y que lo lleva hasta el castillo, de manera inquietante a lo que parece una velocidad altísima, y comprobando cómo tras entrar se cierran solas las puertas del mismo, siendo recibido por el conde Orlok, que le dice que como ha tardado tanto y es casi medianoche, ya duermen sus sirvientes.

### Acto II

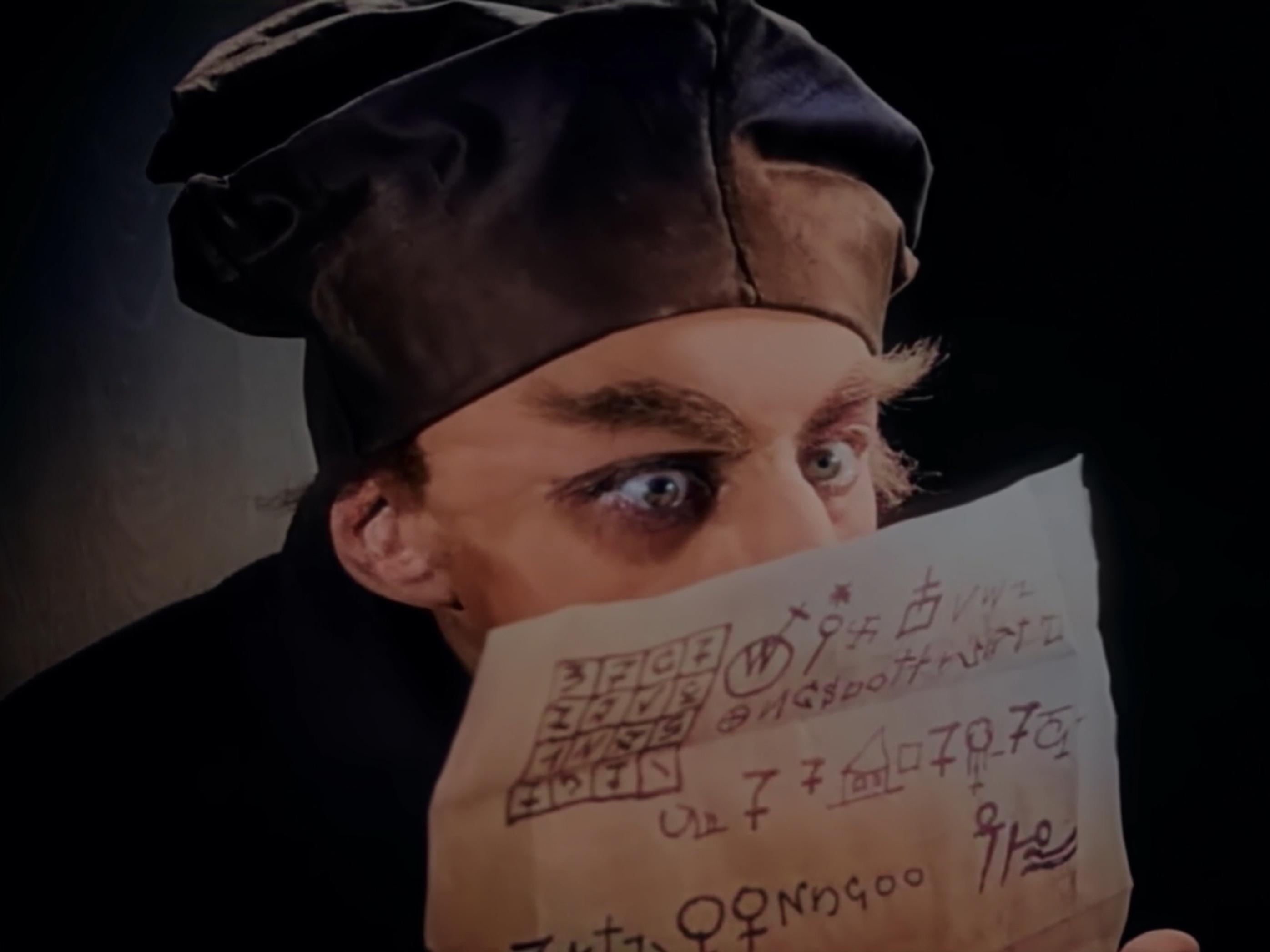
Fotograma coloreado digitalmente donde aparece Nosferatu escondiendo su rostro detrás de un papel mientras estudia y observa a Hutter.

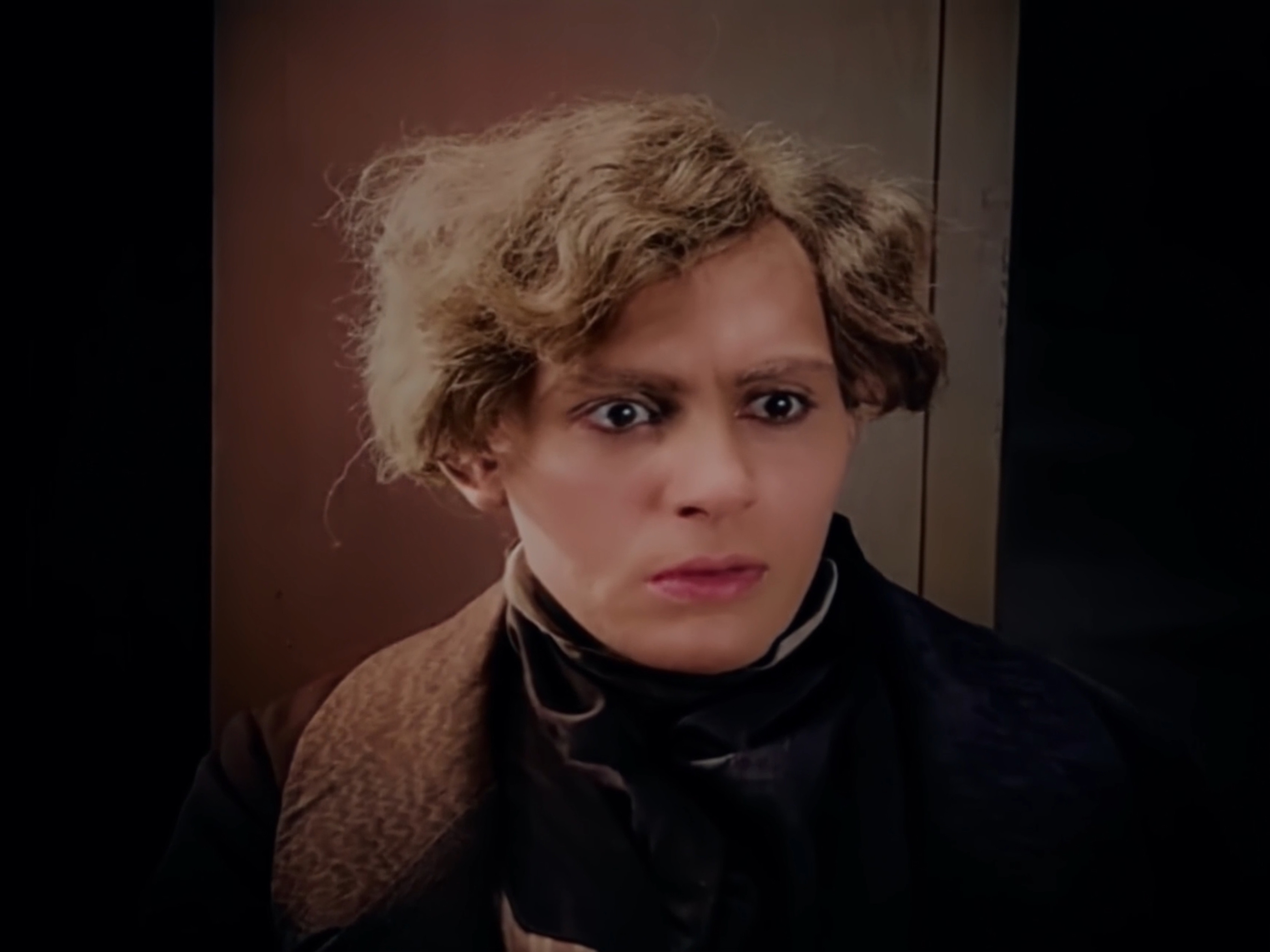
Thomas Hutter mientras se sienta incómodamente frente al Conde Orlock.

Su anfitrión le tiene preparada la cena, sobresaltándole la campana de un reloj que hace sonar un pequeño esqueleto autómata, cortándose un dedo por el susto, acercándose el conde a él para chupar su dedo, haciendo que Hutter se asuste al ver su actitud.
El conde le dice que pueden estar un rato más juntos, pues todavía falta tiempo para la salida del sol y él por el día duerme profundamente.
Cuando el joven se despierta al día siguiente, está en efecto solo, observando que tiene dos pequeñas heridas en su cuello a las que no da importancia, observando que le han preparado una gran comida, tras la cual recorre el castillo y escribe una carta a Ellen en la que se queja de que hay una plaga de mosquitos que le han picado en el cuello.
Por la noche, mientras está con el conde hablando de negocios se le cae el retrato de su esposa, comentando el conde al verlo que su mujer tiene un bonito cuello, tras lo cual firma el contrato por el que acuerda la compra de la casa que hay frente a la suya.
Ya en su cuarto, Hutter vuelve a leer el libro de vampiros que cogió en la posada, donde explican que Nosferatu se alimenta de sangre humana, empezando a sospechar que Orlok es Nosferatu, por lo que se esconde en su habitación, pese a lo cual esa noche entrará allí Nosferatu, viendo horrorizado cómo este avanza despacio hacia él. Y justo a la misma hora, aunque a cientos de kilómetros, Ellen se levanta sonámbula y comienza a caminar por la barandilla del balcón de su alcoba, debiendo recogerla Harding antes de que caiga de la misma, devolviéndola a su cama donde aun sonámbula grita el nombre de Hutter. Y tras el grito, la sombra de Nosferatu que estaba a punto de llegar a Hutter, que se encuentra inconsciente, se retira.
Cuando despierta al día siguiente, Hutter decide investigar la razón de sus pesadillas nocturnas, bajando hasta una cripta donde descubre durmiendo dentro de un ataúd a Nosferatu. Y por la noche observa desde la ventana de su cuarto cómo en el patio este carga varios ataúdes en un carro, metiéndose él mismo en uno de ellos y partiendo los caballos solos con el vehículo cargado. Hutter, encerrado en el castillo, consigue huir descolgándose por la ventana tras atar varias sábanas, aunque se golpea y pierde el conocimiento. Entretanto los balseros llevan los ataúdes de Nosferatu río abajo hacia el valle.

### Acto III
Hutter convalece en el hospital al que le llevaron unos campesinos que lo encontraron tras despeñarse, gritando al despertarse: ¡Ataúdes!.
Estos son cargados poco después en la goleta Empusa, camino de Wisborg, observando los marineros que pesan demasiado, comprobando al abrir uno de ellos que va cargado de tierra y de ratas. En la ciudad de destino, Bulwer, un profesor paracelsiano que investiga los secretos de la naturaleza, les enseña a sus alumnos las plantas carnívoras.

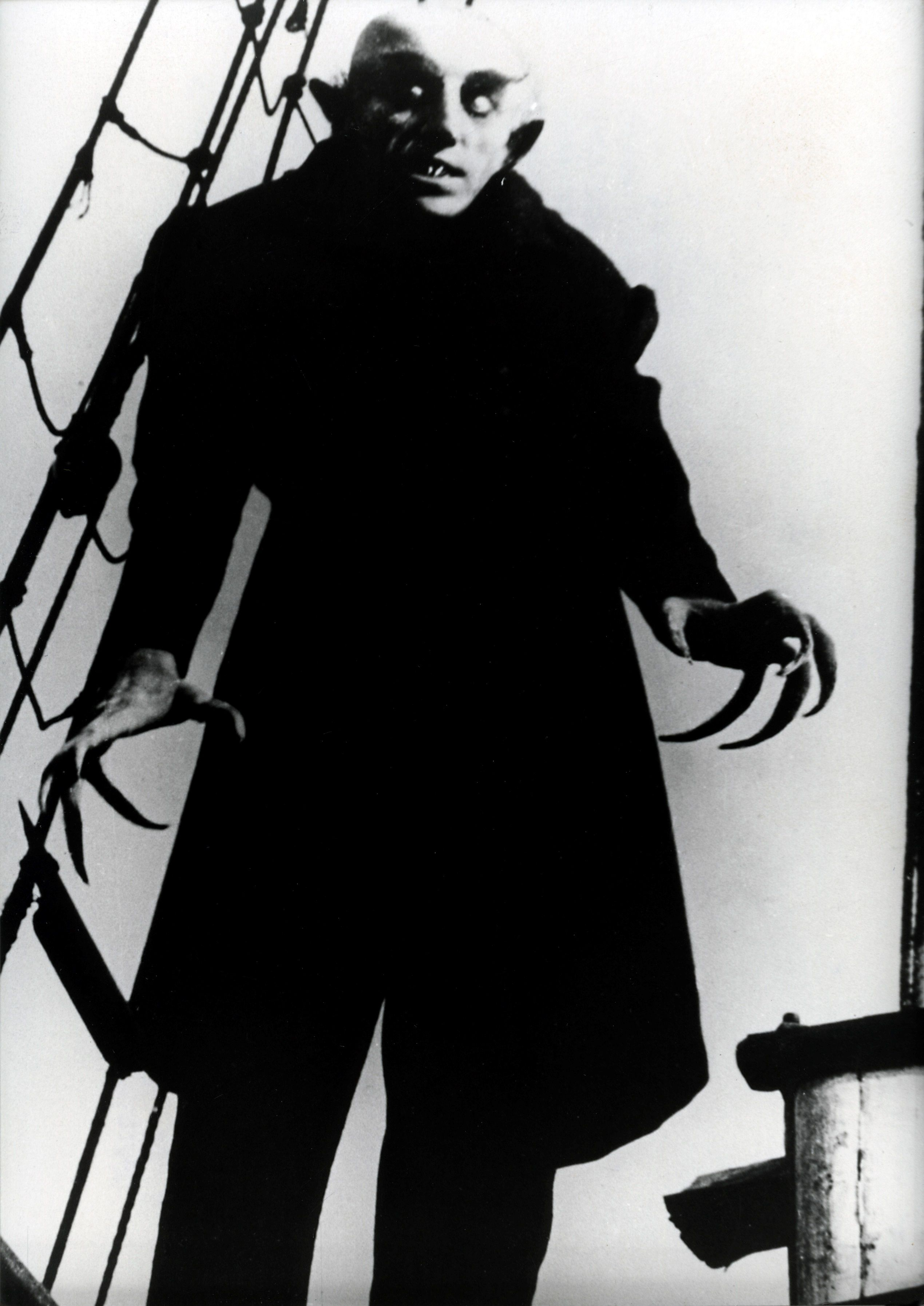
Max Schreck como el vampiro Conde Orlok.

Entretanto, el agente inmobiliario Knock enferma de hidrofobia por el influjo del ya cercano Nosferatu, comenzando a delirar y a comer moscas, afirmando: ¡La sangre es vida!. En Wisborg, Ellen acude a la playa con nostalgia de su amado, leyendo la carta enviada por él, aunque lejos de reconfortarla, la perturba aun más. Hutter comienza a recuperarse y parte hacia su casa. Knock le roba un periódico al hombre que lo cuida, donde se habla de una epidemia de peste en los puertos del Mar Negro de Varna y Galați, que afecta sobre todo a la gente joven, que muere en masa, mostrando todos ellos unas extrañas marcas en sus cuellos, por lo que se cierra el estrecho de los Dardanelos a todos los barcos sospechosos de haber sido atacados por la peste, sonriendo Knock al leerlo.
En el barco un marinero delira por la fiebre, viendo cómo se acerca a él el vampiro, empezando poco a poco a enfermar el resto de la tripulación, muriendo todos ellos, hasta quedar solo vivos el capitán y su segundo, el cual decide bajar a la bodega armado con un hacha, comprobando al llegar junto a los ataúdes como de ellos empiezan a salir ratas, viendo cómo se incorpora Nosferatu tras lo que el marinero, aterrorizado, se lanza al mar.
El capitán por su parte decide atarse al timón, no pudiendo huir cuando sale Nosferatu de la bodega, para, tras acabar con el capitán, hacerse con el gobierno del barco.

### Acto IV
Ellen, que sigue como sonámbula, parece presentir la llegada del vampiro, al igual que Knock, que encerrado en un asilo ve cómo llega el fantasmagórico barco a la ciudad, gritando: ¡El maestro se acerca!, consiguiendo poco después deshacerse de su cuidador y escapar. Cuando el barco llega al muelle, emerge la figura de Nosferatu desde la bodega. Hutter recuerda que leyó que los vampiros extraen su fuerza de la tierra maldita en la que fueron enterrados, y es por ello que Nosferatu viajaba con sus ataúdes cargados con esta. También Hutter consigue llegar pese a todas las dificultades junto a Ellen. Finalmente Orlok desembarca y corre cargado con su ataúd hasta la que será su nueva residencia, pasando inadvertido, mientras los roedores que viajaban en la bodega salen también.
Por la mañana las autoridades inspeccionan el barco, en el que solo encuentran el cuerpo del capitán atado junto al timón.
Leen el cuaderno de bitácora desde que el barco partió de Varna el 12 de julio, comprobando que al décimo día aparecieron ratas y con ellas el peligro de peste. Al temer que esta haya llegado con el barco a la ciudad, las autoridades ordenan una cuarentena y que ningún enfermo salga a la calle.

### Acto V

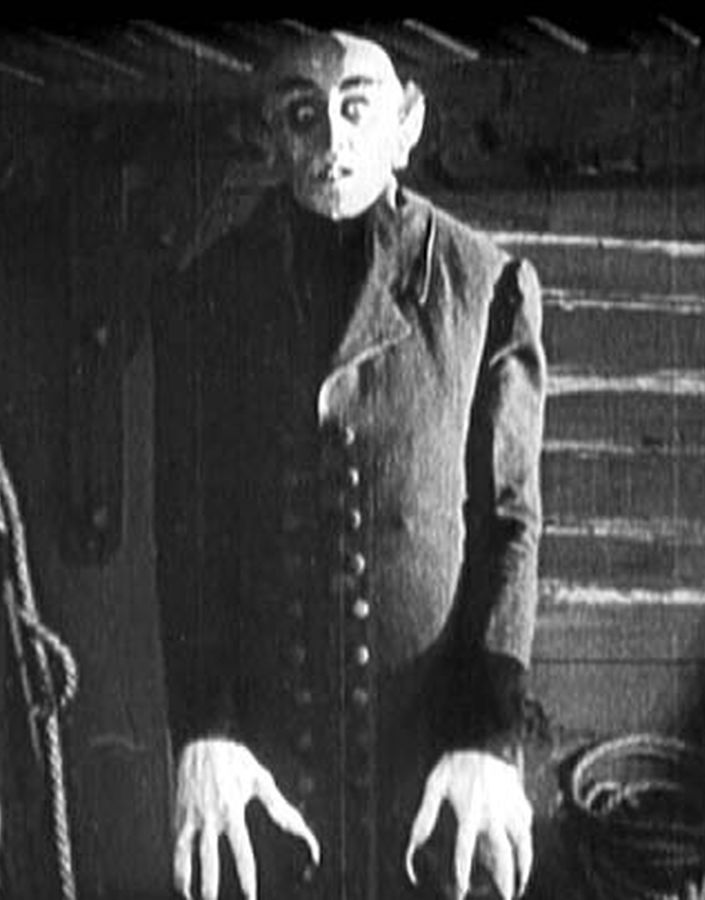
Max Schreck como el Conde Orlok.

Se produce una gran mortandad. Un hombre va marcando las casas en que hay afectados por la enfermedad. Ellen lee el libro sobre los vampiros pese a que Hutter le dijo que no lo hiciera, enterándose así de que el único modo de librarse del vampiro es lograr que una mujer libre de pecado le haga olvidar el primer canto del gallo, entregándole su sangre sin coacción, obsesionándose con el libro y con su nuevo vecino, al que ve cada noche desde su ventana. Entretanto el terror se apodera de la ciudad, por la que cada día desfilan los ataúdes cargados de personas muertas, y tratando de buscar a un culpable se lanzan a por Knock, al que persiguen, pero que logra burlarlos.
Llegada la noche, Ellen siente una fuerza que la atrae otra vez hacia la ventana, frente a la cual está Nosferatu, sin que Hutter, que duerme a los pies de su cama la oiga. Finalmente lo despierta y le pide que vaya a buscar al doctor Bulwer, y aprovechando su ausencia el vampiro se cuela en su casa y succiona el cuello de Ellen, escuchándose justo en ese momento el canto del gallo. Knock, que finalmente fue atrapado y vuelve a ser encerrado grita mientras escucha el canto del gallo: ¡El maestro, el maestro!. Y este, al no haber escuchado el canto del gallo desaparece cuando, tras acercarse a la ventana le da la luz.
Knock dice entonces: "el maestro ha muerto". Hutter llega a casa justo a tiempo de poder ver morir a Ellen en sus brazos.
A la misma hora cesó la mortandad en la ciudad, tras lo que se puede observar el castillo del conde en los Cárpatos destruido.

## Reparto
Al ser una adaptación no autorizada y no oficial de la novela Drácula, se cambiaron los nombres de los personajes, incluido el cambio de nombre del Conde Drácula a Conde Orlok o el nombre de la goleta, de Deméter a Empusa, en un intento de evitar acusaciones de violación de los derechos de autor. Sin embargo, los créditos originales indican explícitamente que la película está basada en la novela de Stoker.
| Actor                 | Papel en Nosferatu (1922)  | Personaje basado en la novela Drácula |
| --------------------- | -------------------------- | ------------------------------------- |
| Max Schreck           | Conde Orlok                | Conde Drácula                         |
| Greta Schröder        | Ellen Hutter               | Mina Harker                           |
| Gustav von Wangenheim | Thomas Hutter              | Jonathan Harker                       |
| Alexander Granach     | Heer Knock                 | Renfield                              |
| John Gottowt          | Profesor Bulwer            | Abraham van Helsing                   |
| Ruth Landshoff        | Annie                      | Lucy Westenra                         |
| Georg H. Schnell      | Shipowner Harding          | Arthur Holmwood                       |
| Gustav Botz           | Profesor Wilhelm Sievers   | John Seward                           |
| Max Nemetz            | Capitán del Empusa         | -                                     |
| Wolfgang Heinz        | Primer Oficial del Empusa. | -                                     |
| Heinrich Witte        | Guardia del manicomio      | -                                     |
| Guido Herzfeld        | Posadero                   | -                                     |
| Karl Etlinger         | Estudiante con Bulwer      | -                                     |
| Hardy von Francois    | Doctor del hospital        | -                                     |
| Fanny Schreck         | Enfermera del hospital     | -                                     |

## Producción

### Antecedentes

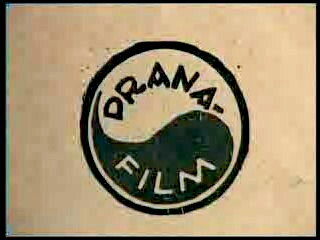
Logotipo de Prana Film.

El estudio detrás de Nosferatu, Prana Film (llamado así por el concepto budista de prana), fue un efímero estudio de cine alemán de la época muda fundado en 1921 por Enrico Dieckmann y el artista y ocultista Albin Grau. Su intención era producir películas con temática ocultista y sobrenatural. Nosferatu fue la única producción de Prana Film ya que se declaró en quiebra con el fin de esquivar las demandas por infracción de derechos de autor posteriores.
Albin Grau afirmó que la idea de realizar una película sobre vampiros surgió durante su servicio en la Primera Guerra Mundial. Según relató, en el invierno de 1916, un campesino serbio le contó que su padre era un vampiro y uno de los no muertos, lo que despertó su interés por estas criaturas míticas. Grau, siendo ocultista y miembro de la fraternidad esotérica Fraternitas Saturni, incorporó elementos de sus creencias en la película, dotando al Conde Orlok de una apariencia y simbolismo que reflejaban sus inclinaciones místicas.

### Guion
Diekmann y Grau le dieron a Henrik Galeen, discípulo de Hanns Heinz Ewers, la tarea de 

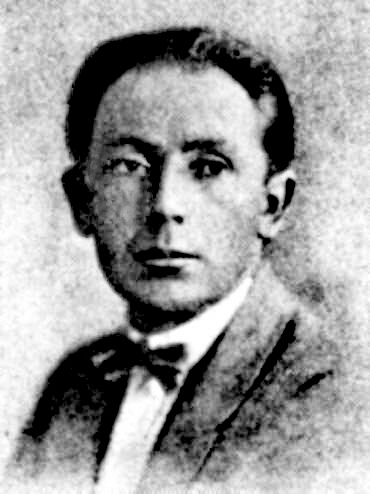
Friedrich Wilhelm Murnau.

 escribir un guion inspirado en la novela Drácula de Bram Stoker, a pesar de no haber obtenido los derechos o el permiso para producir una película sobre ella. Galeen era un especialista experimentado en el romanticismo oscuro que ya había trabajado en Der Student von Prag (El estudiante de Praga) en 1913, y el guion de Der Golem, wie er in die Welt kam en 1920. 
El problema surgió porque Prana Film no obtuvo los derechos de autor de la obra de Stoker. Esto llevó a realizar cambios superficiales en la trama; el título Drácula se cambió por Nosferatu; ambientó el relato en una ficticia ciudad portuaria del norte de Alemania llamada Wisborg reemplazando a la Inglaterra victoriana; cambió los nombres de los personajes: el conde Drácula es aquí el conde Orlok, o el nombre de la goleta de Demeter a Empusa, entre otros. 
Al guion añadió la idea del vampiro trayendo la plaga de Wisborg a través de ratas en el barco, y el mito de la letal luz solar para el vampiro.
Albin Grau, apasionado del ocultismo, incorporó símbolos esotéricos y referencias a prácticas mágicas en el diseño de producción. Un ejemplo notable es la utilización de símbolos místicos en los contratos y documentos mostrados en pantalla. Estas influencias no solo aportaron una atmósfera sobrenatural, sino que también vincularon la película con las tendencias ocultistas de la época.
El mito del actor Max Schreck, en el que algunos creyeron que era un verdadero vampiro debido a su apariencia inquietante y su vida privada poco conocida, también influye en el éxito de la película. Este mito inspiró décadas más tarde la película La sombra del vampiro (2000).

#### Derechos de autor
Florence Balcombe no tuvo conocimiento de la existencia de Nosferatu hasta que recibió una carta anónima de Berlín. El documento incluía el programa de un evento cinematográfico de 1922, con acompañamiento orquestal completo, que había tenido lugar en el jardín de mármol del jardín zoológico de Berlín. La película alemana estaba descrita en el folleto como "una adaptación libre de la obra Bram Stoker, Drácula". Sin embargo, la viuda de Bram Stoker demandó la película por infracción de derechos de autor.
La demanda interpuesta concluyó con un fallo a su favor. En 1925, el tribunal alemán ordenó la destrucción de todas las copias de Nosferatu. Sin embargo, algunas copias de la película sobrevivieron gracias a que ya habían sido distribuidas fuera de Alemania, especialmente en Estados Unidos y otros países europeos. Las copias ilegales permanecieron escondidas por particulares hasta la muerte de Florence Balcombe. Esta circunstancia permitió que Nosferatu llegara a convertirse en un clásico del cine, a pesar de los intentos de erradicarla.
En 1997, la Biblioteca del Congreso de Estados Unidos seleccionó Nosferatu para su preservación en el Registro Nacional de Cine, reconociendo su importancia cultural, histórica y estética.
La obra Nosferatu de Murnau pertenece al dominio público mundial desde 2019, aunque desde 1981 existían un gran número de copias en vídeo doméstico, generalmente de muy baja calidad ya que provenían de copias sin restaurar y en blanco y negro hechas a partir de otras copias de las primeras cintas distribuidas para la exhibición internacional. Muchas de ellas presentaban diferencias notables de metraje, puesto que en cada país se exhibió una versión diferente de la película. Así pues, la copia francesa no es la misma que la alemana, por dar un ejemplo. La reconstrucción más fiel de la película fue presentada en el Festival de Berlín de 1984. No obstante, a inicios del siglo XXI se publicaron ediciones restauradas de la película en las que se ha recuperado todo el metraje completo de la película original y sus tintados. La restauración más reciente, de 2005/6 fue lanzada en DVD y Blu-ray en todo el mundo y se acompaña de una restauración de la partitura original de Hans Erdmann por Berndt Heller.

## Rodaje

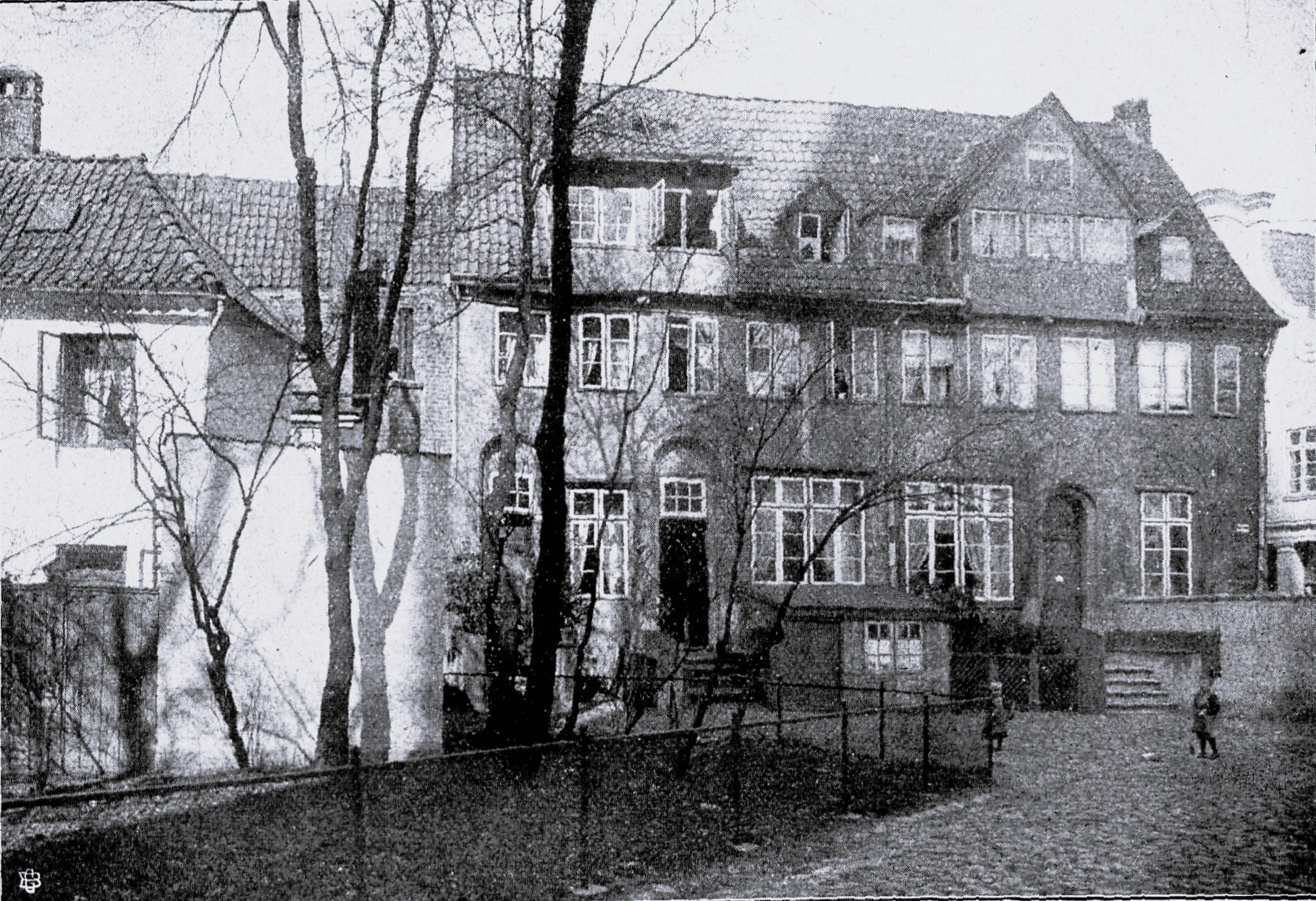
Casa en Lübeck usada en la película.

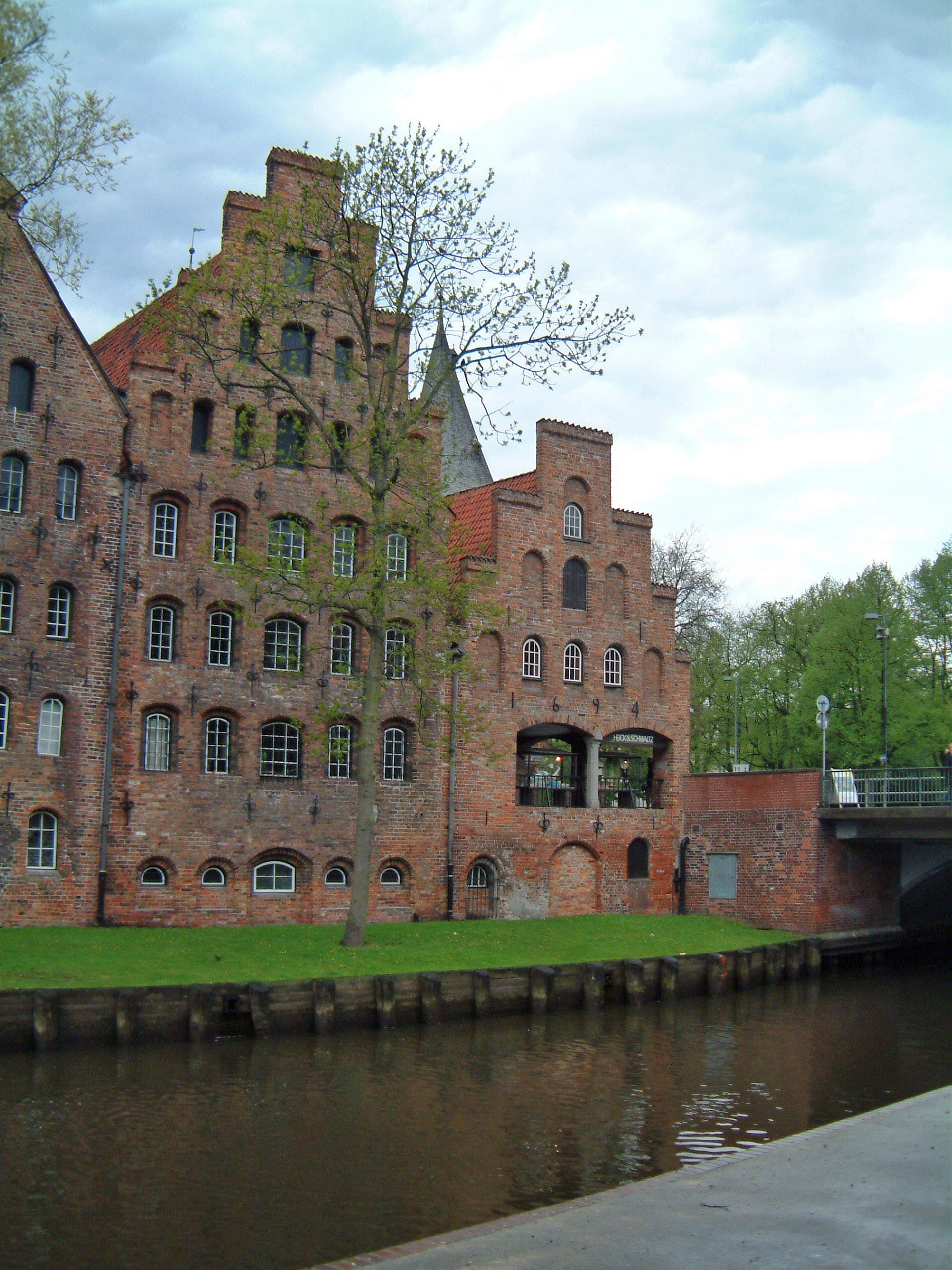
La casa de Orlok en Wisborg, para la que se utilizó uno de los seis típicos almacenes Salzspeicher de la ciudad de Lübeck (Alemania).

El rodaje comenzó en julio de 1921, con tomas exteriores en Wismar. Una toma de la torre de la iglesia de Santa María sobre el mercado de Wismar con la fuente de abastecimiento de agua sirvió como el plano general de la escena de Wisborg. Otros lugares fueron el Wassertor (Puerta del Agua), el lado sur de la iglesia de San Nicolás, el patio de la iglesia del Espíritu Santo y el puerto. En Lübeck, el Salzspeicher (un almacén de sal abandonado, actualmente monumento) sirvió como la nueva casa de Nosferatu en Wisborg. Otras tomas exteriores siguieron en Lauenburg, Rostock y en Sylt. Los exteriores de la película que se desarrolla en Transilvania fueron en realidad filmados en lugares del norte de Eslovaquia, incluyendo el Alto Tatra, el valle Vrátna, el Castillo de Orava, el río Váh, y el castillo Starý Stránov. El equipo rodó tomas interiores en el estudio JOFA y más tomas exteriores en el bosque de Tegel.
Por razones de coste, el camarógrafo Fritz Arno Wagner solo tenía una cámara disponible, y por lo tanto solo había un negativo original. El director siguió el guion de Galeen con cuidado, siguiendo las instrucciones escritas a mano sobre el posicionamiento de la cámara, la iluminación y otros asuntos relacionados. Murnau se preparó cuidadosamente; hubo bocetos que iban a corresponder exactamente a cada escena filmada, y uso un metrónomo para controlar el ritmo de la actuación.

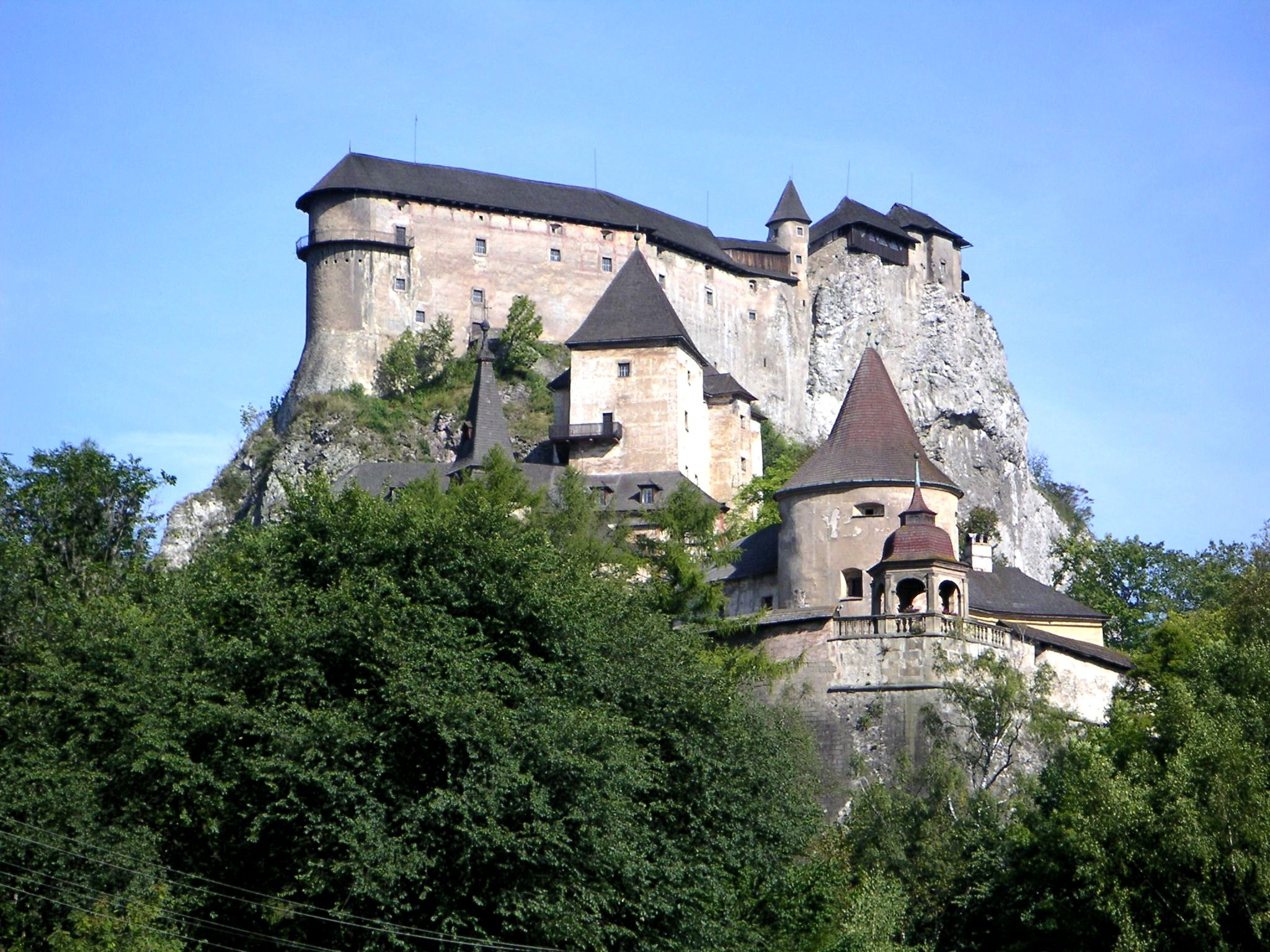
El castillo de Orava, en Eslovaquia, se usó como el castillo de Orlok.

## Estilo visual

### Ubicación y composición de imágenes.
Inusual para una película alemana de esa época fue la gran cantidad de escenas al aire libre y el uso intensivo de lugares reales. El director rechaza así los mundos artísticos del cine expresionista, que estaban de moda, como los que se encuentran en películas como El gabinete del doctor Caligari (Robert Wiene, 1920) y Der Golem, wie er in die Welt kam (Paul Wegener y Carl Boese, 1920). Por el contrario, las escenas de Murnau son naturalistas y contienen, según Eisner, "algo de la calidad casi documental de algunas de las películas de Dovzhenko". La película logra su efecto escalofriante a través de la intrusión de lo siniestro en la vida cotidiana, a través de la inversión del significado de escenas idílicas filmadas de manera naturalista. Gehler y Kasten comentan: "El horror surge de lo familiar, no de lo anormal". Murnau logra crear un mundo, a pesar de su actitud pasiva, meramente documentadora hacia lo representado; a través de la composición escénica, la cámara y el encuadre. Lotte Eisner se refiere a la escena en la que los portadores del féretro vestidos de negro bajan por un callejón estrecho en una larga procesión cuando afirma: "La 'expresión más expresiva', como exigían los expresionistas, se ha logrado aquí sin medios artificiales".
Murnau crea esta expresividad en particular en la interacción del personaje cinematográfico y la arquitectura: el vampiro a menudo se para frente a entradas torcidas, bajo arcos o frente a aberturas en forma de ataúd. Su nariz torcida y su joroba están asociadas con bóvedas y arcos arquitectónicos. Frieda Grafe ve un "paralelismo del cuerpo y la estructura" que continúa en lo metafórico: tanto el castillo de los Cárpatos de Orlok como su nueva casa en Wisborg están desolados y en ruinas, lo que corresponde a su soledad y su posición entre la vida y la muerte.

### Iluminación y cámara
La iluminación de Nosferatu se caracteriza por su estilo discreto, especialmente en las escenas espeluznantes. Solo se iluminan figuras individuales o áreas de la imagen, mientras que el resto de la escena permanece en el crepúsculo o en la oscuridad. Esto crea efectos de sombras tridimensionales, en particular la sombra del cuerpo del vampiro, que corre delante de él "como un mal augurio" y, por lo tanto, expande el espacio escénico fuera de la pantalla. En opinión de Silke Beckmann, Murnau, que se educó en historia del arte, basó su diseño de iluminación en modelos de pinturas barrocas, a saber, Rembrandt, Vermeer, Hendrick ter Brugghen y Frans Hals. Murnau se apegó a las convenciones de la época en lo que se refiere a los códigos de coloración de los fotogramas: las escenas nocturnas se coloreaban de azul, y las diurnas de amarillo, los interiores eran de color marrón sepia durante el día y amarillo-naranja por la noche. Murnau eligió un color rosa para las escenas del amanecer y atardecer.
Dado que la cámara en Nosferatu generalmente permanece estática e inmóvil, Murnau trabaja con el movimiento y el tambaleo dentro del marco rígido para dinamizar los eventos. A medida que el barco de Orlok viaja lentamente a través de la imagen de derecha a izquierda, Murnau usa, según Eisner, "la poderosa impresión del movimiento transversal" para crear tensión. Las subjetivaciones desde la posición de la cámara tienen el mismo propósito, por ejemplo, cuando el vampiro en el barco es filmado desde la perspectiva de una rana o cuando se mira por las ventanas y partes del marco y las barras de vidrio sobresalen en la imagen. Lo más destacado de la mirada subjetivada son las escenas en las que la figura del vampiro -mirando directamente a la cámara- se vuelve hacia el espectador y así rompe la cuarta pared: “El vampiro parece irrumpir a través de las dimensiones de la pantalla debido a su gigantesco tamaño, y amenaza directamente al espectador”. Otros elementos en el lenguaje de cámara de Murnau son intentos de trabajar con profundidad de campo; por ejemplo, el Hutter dormido se asocia con el vampiro que aparece detrás de él en el marco de la puerta en una especie de montaje interior.

### Efectos visuales
Murnau emplea trucos cinematográficos para marcar la transición de Hutter al mundo del conde. El cambio de encuadre a encuadre de la cámara crea un efecto de período acelerado durante el viaje en el carruaje misterioso de Hutter. El director usa imágenes en negativo en la escena y así invierte los valores tonales, creando la impresión de que el carruaje está siendo conducido a través de un bosque blanco fantasmal. En algunas escenas con el vampiro, la doble exposición crea efectos de fundido cruzado que pueden hacer que se vuelva irreal y sin cuerpo, pasando a través de puertas cerradas. Thomas Koebner niega a estos efectos cualquier efecto perturbador y los llama "chistes pictóricos alegres de la época de la linterna mágica". Siegfried Kracauer también opina que la transparencia de los trucos impediría que tuvieran un efecto duradero en el espectador: "No hace falta decir que las sensaciones cinematográficas de este tipo se agotan rápidamente".
Nosferatu es la primera película en que se presenta un vampiro pereciendo por la exposición a la luz solar, evento que de inmediato se volverá canónico. Sin embargo, tanto en las leyendas populares como en novelas vampíricas anteriores, como la misma Drácula, se los mostraba incómodos y debilitados por la luz solar, pero no hasta el punto de matarlos.

## Dramaturgia

### Estilo narrativo
Superficialmente, Nosferatu es un narración simple, parecida a un cuento popular, que avanza linealmente hacia un final de consecuencias inevitables. Una estructura narrativa similar se puede encontrar en El último de Murnau (1924) y Fausto (1926). En una inspección más intensiva, sin embargo, se perciben las diferentes instancias que iluminan la historia desde una amplia variedad de perspectivas: el cronista de la peste, el jefe de Hutter, los aldeanos supersticiosos, el "Libro de los vampiros", así como otros escritos como la bitácora de navegación, textos de diarios, cartas y recortes de periódicos. El espectador permanece a oscuras acerca de la veracidad y confiabilidad de las fuentes individuales, especialmente porque las narraciones son a menudo vagas y mal definidas. Frieda Grafe, por ejemplo, señala que el informe del cronista es "demasiado personal para una crónica, demasiado ficticio para un diario". Para Michael Töteberg, Nosferatu es, por lo tanto, “un intento de explorar las posibilidades del cine”, un campo experimental para el contenido de verdad en la representación y una exploración de la posición del cine como autoridad narrativa.
Los intertítulos tienen una importante función narrativa. Su número es inusualmente alto: 115. Los textos, caligrafiados por Albin Grau, muestran el informe del cronista en cursiva latina estilizada sobre un fondo de papel; los diálogos en una escritura más moderna de colores chillones, y las letras en escritura alemana Kurrent. Las páginas del "Libro de los vampiros" aparecen en escritura gótica. Los intertítulos parecen escenas cinematográficas: están encuadrados por fundidos (fade-in / fade-out) de entrada y salida, la cámara se acerca o se aleja de ellos y se pasan las páginas.

### Montaje
Con más de 540 planos, Nosferatu es una película que se montó muy rápido para la época. La influencia del revolucionario trabajo de edición de David Wark Griffith en Intolerancia (1916) es evidente. Sin embargo, según Thomas Elsaesser, la percepción temporal del espectador se ve ralentizada por el hecho de que las escenas individuales son unidades monolíticas por derecho propio y Murnau no inserta conexiones armoniosas que aceleren el flujo de la acción, es decir, no corta de acuerdo con el criterio de montaje de continuidad. El director no asigna un orden cronológico claro a los hechos y no los vincula según criterios de causalidad. La impresión creada para el espectador es la de una "lógica onírica" en la que se anulan los mecanismos de causa-efecto y la comprensibilidad de los acontecimientos pasa a un segundo plano frente a una descripción más psicológica de las dependencias y atracciones mutuas de los personajes. Seeßlen y Jung, por lo tanto, describen la película como "una gran imagen anímica mucho más que una 'narrativa' cinematográfica".
Este cine de ensueño que nunca se desarrolla por completo, conduce a evidentes rupturas lógicas. Por lo tanto, no está claro por qué el conde está interesado en la casa en ruinas en Wisborg antes de que su amor por Ellen haya surgido, o por qué Ellen está esperando a Hutter en la playa cuando en realidad debería estar esperándolo de regreso por tierra. Estos y otros "errores" en el tiempo y el espacio culminan en un montaje en el que el vampiro y Ellen se relacionan entre sí, aunque se encuentren a cientos de kilómetros de distancia: el conde, aún en su castillo de los Cárpatos, mira hacia la derecha, seguido de un plano en el que Ellen, estando en Wisborg, extiende suplicando las manos hacia la izquierda. La línea de visión de las dos figuras está conectada, superando así la distancia espacial. La escena evoca "no la impresión de una relación espacial, sino una corazonada o un don visionario de los personajes", señala Khouloki.
Elsaesser llama a estas rupturas en el espacio y el tiempo la "lógica del espacio imaginario", adecuada para indicar las dependencias y manipulaciones de los protagonistas: Orlok manipula a Knock, Knock manipula a Hutter, Ellen manipula a Orlok para poder manipular a Hutter. Las mutuas "corrientes de atracción y repulsión" revelan una "relación secreta" entre los personajes: todos son "a la vez activos y pasivos, iniciador y víctima, invocador y sospechoso".

## Música
Hans Erdmann tituló su música para Nosferatu "Suite Fantástica-Romántica". Según el compositor y musicólogo Berndt Heller, el subtítulo de la película “Symphonie des Grauens“ revela un “común malentendido”. Contrariamente a lo que se supone usualmente, Erdmann se habría basado menos en elementos generalmente asociados con el material vampírico, como el horror, el escalofrío y la conmoción, que en imágenes de estados de ánimo que corresponden con la intención del director de reflejar en la película la transfiguración de la naturaleza y la reminiscencia de cuentos populares. Al igual que Murnau, Erdmann ilustraría en su música "el enredo de los demonios en lo legendario, el cuento de hadas y la naturaleza".
La partitura de Erdmann fue publicada por Bote & Bock en ediciones para orquesta y para orquesta de cámara. Las diez piezas tienen títulos típicos de las “Kinotheken” de la época y están diseñados para ser reutilizables: idílico, lírico, espeluznante, tormentoso, destruido, bien, extraño, grotesco, desatado y perturbado. Dado que el tiempo total de reproducción de la obra es de sólo unos 40 minutos, Berndt Heller sospecha que ciertas partes se repitieron durante las representaciones, por ejemplo, para acompañar repetidamente a las figuras con leitmotivs. También considera posible el uso repetido de movimientos para nuevas situaciones escénicas modificando el carácter de la pieza, cambiando las indicaciones de interpretación en los tiempos y la dinámica.
Dado que la partitura de Hans Erdmann se consideró perdida en su estado original, fue reconstruida por Berndt Heller e interpretada por una orquesta de cámara por primera vez el 20 de febrero de 1984 en el Festival de Berlín, con motivo de la presentación de la copia restaurada. bajo la supervisión de Enno Patalas. La versión original para orquesta sinfónica fue interpretada en febrero de 1987 en el Gasteig de Múnich por la Orquesta Sinfónica de Múnich bajo la dirección de Heller, como acompañamiento de una nueva versión coloreada.
Una versión de la partitura original de Erdmann reconstruida por los musicólogos y compositores Gillian Anderson y James Kessler fue lanzada en 1995 por BMG Classics, con varias secuencias faltantes compuestas de nuevo, en un intento de reproducir el estilo de Erdmann.

### Partituras posteriores
En 1928, Waldemar Roger adquirió los derechos del material del filme a Grau e hizo una versión sonorizada del filme titulada Die zwölfte Stunde (La Duodécima Hora). Estrenada en 1930, la película volvía a cambiar el nombre de los personajes, incluía material filmado por Günther Krampf y un final feliz. Dicha versión, la cual mantuvo el título original de Nosferatu durante su estreno en países como España, sobrevive gracias a una copia sin sonido en la Cinémathèque française.
James Bernard, compositor de las bandas sonoras de varias películas de terror de Hammer en los años 50 y 60, escribió una partitura para una reedición, que fue publicada en 1997 por Silva Screen Records.
En 2003, el español José María Sánchez-Verdú escribió una nueva banda sonora para la obra, que comenta la película de forma moderna y coherente y ha sido tocada en directo en España y Alemania con gran éxito.
En 2015, la película se proyectó en el Theatre at Ace Hotel de Los Ángeles con música de Matthew Aucoin y con la participación de la Orquesta de la Ópera de Los Ángeles y dirección del compositor.
En 2022, el compositor chileno Manuel Figueroa-Bolvarán escribe y estrena su versión musicalizada del filme para quinteto de cuerdas, estrenado en noviembre de dicho año en Coquimbo, Chile, como celebración de los 100 años desde el estreno del filme mudo. La música, de estilo expresionista, fue recibida con buena crítica por parte de la audiencia.
En 2018, Hans Brandner y Marcelo Falcão reconstruyeron la "Suite Fantástica-Romántica" completa de Hans Erdmann y, al mismo tiempo, publicaron partituras cinematográficas sobre esta base para piano, orquesta y orquesta de cámara. En 2018 interpretaron la música por primera vez en Brasil y desde 2018 Nosferatu se muestra regularmente con su versión musical en el cine Babylon de Berlín.
Una rara versión de la película incluye acompañamiento musical basado en motivos de Johann Sebastian Bach, interpretada por 17 músicos de la Orquesta Sinfónica de la Radio de Basilea dirigida por Armin Brunner.
La película fue varias veces la base de conciertos improvisados, por ejemplo en 2013 con Mathias Rehfeldt en un concierto de órgano en Edmonton, o 2014 con Gabriela Montero al piano en Berlín.
En 2025, Jorge Gil Zulueta realiza una adaptación para violín y piano de la partitura de Hans Erdmann (incluyendo además fragmentos de piezas de Giuseppe Becce, interpretándose en el Cine Doré de la Filmoteca Española.

## Temas

### Naturaleza
Además de los paisajes filmados, el director presenta un panóptico del mundo animal y vegetal: las escenas de la naturaleza van del detalle microscópico de un pólipo hasta una venus atrapamoscas, una hiena rayada representando a un hombre lobo y caballos asustados. Murnau simboliza así una "cadena fatal de relaciones de devorar y ser devorado", señala Elsaesser. Seeßlen y Jung comentan: "La naturaleza en todos sus aspectos devoradores y succionadores exige sus derechos". Según Frieda Grafe, las escenas, que en su mayoría se originan en películas culturales, tienen la función de "naturalizar al vampiro", enmarcándolo como parte de la naturaleza, para hacer parecer aún más extraña su eficacia, ya que es natural y por lo tanto irrefutable. Como "no-muerto" está "más allá de las categorías de culpa y remordimiento", como señala Hans Günther Pflaum. Además de sus características humano-racional y animal-animal, el propio vampiro se caracteriza por su rigidez y movimientos bruscos con un componente mecánico. La figura elude así todos los intentos de clasificación; un aspecto que contribuye a la inseguridad del espectador: "Todas nuestras certezas, que se basan en límites claros, orden, clasificaciones, se vuelven inestables". Por otro lado, la fuerte conexión entre el vampiro y la naturaleza es un motivo para que el espectador empatice con el personaje: "Cuando la figura aterradora es identificada como parte de la naturaleza, ya no es posible eludir un sentimiento de piedad". Esto es particularmente evidente en la escena de la muerte de Orlok; el canto del gallo evoca presagios de traición, el ser repulsivo se humaniza en su agonía. Seeßlen y Jung ven aspectos panteístas en la apropiación integral de todas las manifestaciones de la naturaleza: existe una conexión divina entre todas las cosas que lucha por la armonía y la perfección, pero también albergan un peligro demoníaco latente. El instinto de los animales (los caballos asustadizos de la película) es el primero en percibir esta amenaza. En este contexto, Gehler y Kasten también se refieren al pintor amigo de Murnau, Franz Marc, y sus representaciones metafísicas de animales, en particular al cuadro Destinos de animales de 1913, que representa a las criaturas que luchan por la armonía original del paraíso.

### Romanticismo
Con la localización de su historia a principios del siglo XIX y su énfasis en la naturaleza, Murnau sigue una tendencia de la década de 1920 de buscar una visión transfiguradora y romántica de los tiempos preindustriales. Como ocurre con Fritz Lang, por ejemplo, en películas como Las tres luces (1921), existe una tendencia escapista hacia el tema del “viejo alemán”, Biedermeier, que puede interpretarse como un miedo a la modernidad y a las convulsiones de la sociedad de la posguerra. Por otro lado, estos directores utilizaron las técnicas de producción más modernas y formas organizativas de la época para mirar hacia atrás. Klaus Kreimeier, por lo tanto, no considera a Murnau como un artista reaccionario: "El tecnicismo, la conciencia geométrica de su trabajo cinematográfico lo identifican [...] como un modernista dedicado".

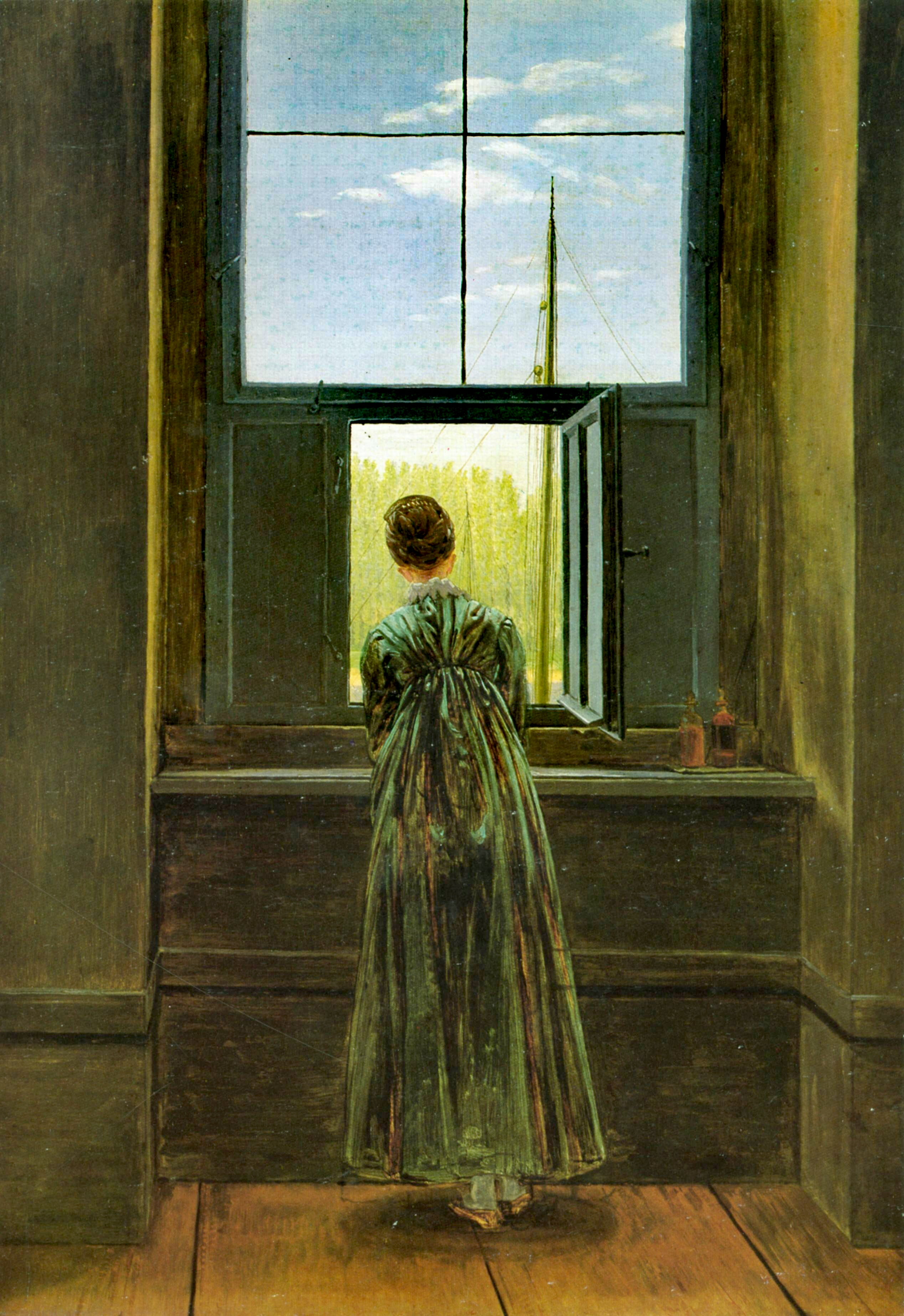
Mujer asomada a la ventana, Caspar David Friedrich, 1822. La modelo fue su mujer, Caroline Bommer.

Sin embargo, en sus representaciones de la naturaleza y composiciones pictóricas, Murnau se basa claramente en elementos nostálgicos y transfiguradores del romanticismo, más obviamente en motivos pictóricos de Caspar David Friedrich, cuyas objetivaciones de estados trascendentes parecen haber sido la inspiración para muchas de las estructuras escénicas de Murnau. Especialmente en las escenas con Ellen, Grafe reconoce una serie de referencias a obras de Friedrich, como Una mujer en la ventana o los cuadros de la playa. En estas imágenes cinematográficas diseñadas artificialmente, Ellen es "la melancolía encarnada que Freud describió como sangrando de la vida interior", señala Grafe. Otras ambientaciones del romance, como el sentimiento de la naturaleza y el poder del destino, se introducen al principio de la película: Ellen le pregunta a su esposo, quien le trae un ramo de flores: "¿Por qué estás matando las hermosas flores?"; un transeúnte advierte casualmente a Hutter: "Nadie escapa a su destino".

### Política y sociedad
En su libro De Caligari a Hitler (1947), Siegfried Kracauer relaciona el cine de la época de Weimar con el ascenso de la dictadura en Alemania y llama a la figura del vampiro "Como Atila [...] un 'azote de Dios', [...] una figura de tirano explotador y sanguinario". El pueblo tiene una "relación de amor-odio" con este tirano: por un lado, aborrecen la arbitrariedad del déspota; por otro lado, son impulsados, a través de un poder insondable, por un anhelo antiilustrado de salvación y exaltación. Christiane Mückenberger, llama a la película "una de las historias clásicas de tiranos", así como Fred Gehler y Ullrich Kasten, que también clasifican a Nosferatu como una "película de tiranos", siguen el punto de vista de Kracauer. Seeßlen y Jung también ven al vampiro como "el símbolo metafísico de la dictadura política". Como muchos personajes similares en las películas mudas de la época, solo es tiránico porque no se siente amado; sólo puede ser conquistado por el amor.
Albin Grau confirma que Nosferatu pretendía reflejar directamente los acontecimientos de la Primera Guerra Mundial y la agitación de la posguerra. La película hace referencia a la experiencia de la guerra y es "una herramienta para entender, aunque a menudo sólo inconscientemente, qué hay detrás de este tremendo evento que rugía como un vampiro cósmico". Gehler y Kasten también se refieren a la inestabilidad social y política de la época y ven en la figura del vampiro una manifestación de los miedos colectivos. La sombra de Nosferatu se alza "sobre una sociedad inestable y en peligro de extinción, atormentada por oscuros temores. Llega a un universo que se ha vuelto vulnerable a la violencia y el terror”.
Koebner conjetura que la epidemia de peste puede ser una representación de la pandemia de gripe de 1918 que acababa de pasar y señala que en Nosferatu el personaje de Van Helsing, el cazavampiros de Dracula, no tiene equivalente. En lugar de resistir activamente la depravación, los personajes permanecieron pasivos y rígidos; se unen así a la tradición del cine de Weimar y tienen "participación en el pandemónium contemporáneo de existencias restringidas que no parecen despertar de sus pesadillas".
Anton Kaes ve “estructuras y motivos antisemitas” en la representación de la aterradora extranjería en la figura de Orlok: Al igual que los “judíos del este” migratorios a fines del siglo XIX, el conde proviene de Europa del este. La caracterización como "chupasangres" y las imágenes de las ratas esparciendo la peste despiertan en Kaes asociaciones con estereotipos antisemitas, como los utilizados posteriormente en la película propagandística de Fritz Hippler El judío eterno (1940). Sin embargo, Thomas Koebner considera que esta opinión no es acertada; sería demasiado simple trasladar la instrumentalización de estos motivos de la era nacionalsocialista a la película de Murnau.

### Sexualidad
La interdependencia y manipulación de los personajes en el montaje de la película también puede trasladarse al ámbito de la sexualidad. Gunter E. Grimm describe a Nosferatu como "la compensación traumática de la sexualidad prohibida en la sociedad burguesa". Cuando Ellen finalmente permite que el vampiro entre en su dormitorio, puede leerse como una representación de la antigua creencia popular de que una virgen inocente podría salvar a un pueblo de la peste. Por otro lado, también es evidente que la joven se rebela con su acto contra la institución obligatoria del matrimonio y trata de superar la frustración sexual de su relación no consumada con Hutter. Contrariamente al Hutter retratado asexualmente, el vampiro es "la sexualidad reprimida que invade la vida idílica de los recién casados", como señala Kaes.

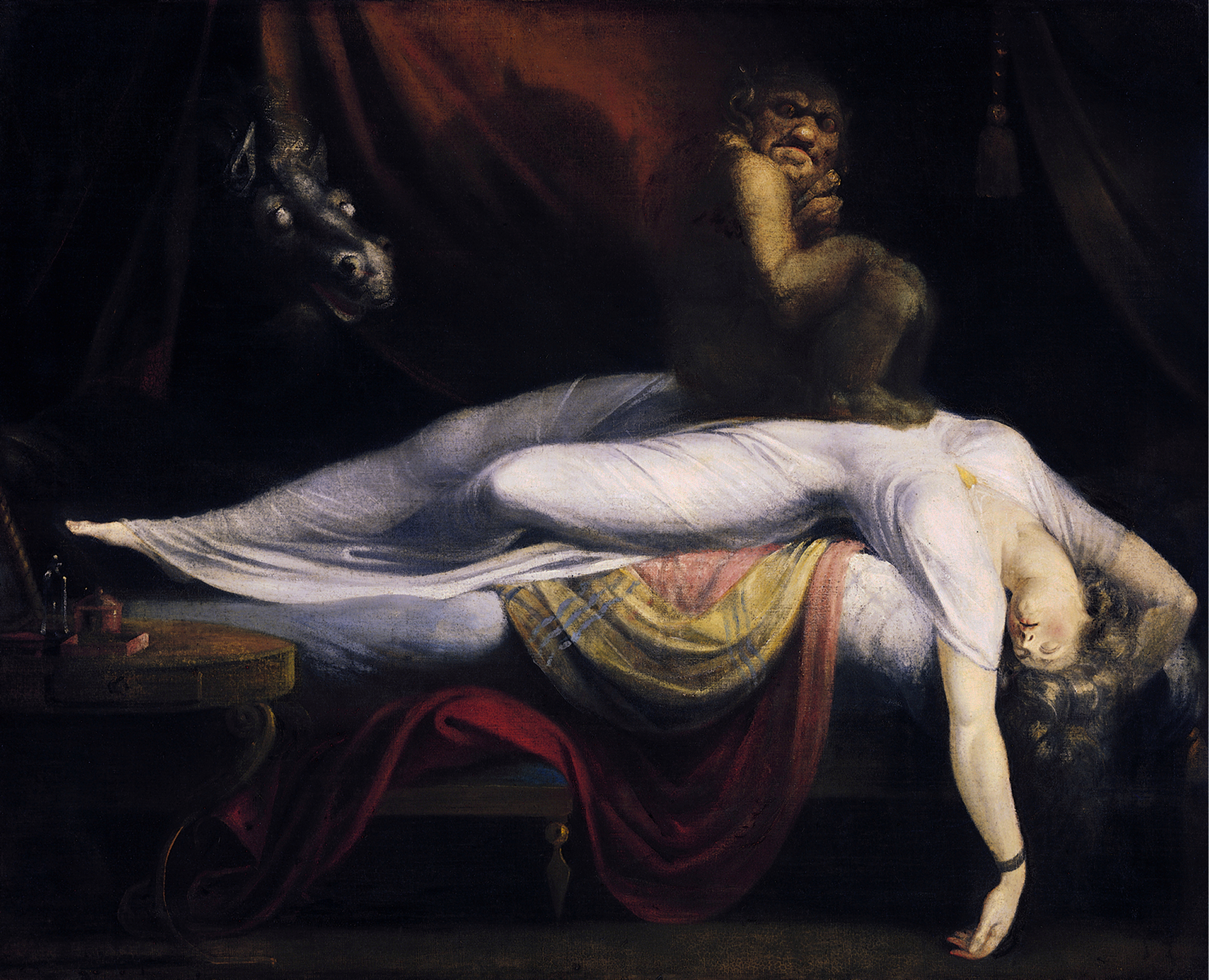
La pesadilla (1781), Institute of Arts, Detroit.

Para Koebner, Nosferatu es, pues, un "triángulo amoroso extraño, sólo medio codificado" y el conde-animal "el código puritano del apetito sexual". La compulsividad desenfrenada a la que se entregan Ellen y Orlok no queda impune en la película: tanto el conde como Ellen mueren, y Hutter solo vuelve a ser libre después de que su esposa se haya unido al monstruo de una manera fatal. Elsaesser evalúa biográficamente la connotación sexual de la película: en el personaje de Orlok, el homosexual Murnau aborda "el cambio y la represión del propio deseo homosexual por dobles (Doppelgänger) potentes que reflejan el lado oscuro de la propia sexualidad". Stan Brakhage también asume un trasfondo biográfico. La constelación de figuras se refiere al "terror infantil propio más personal" de Murnau; Hutter se reduce al niño tímido que está a merced del "padre" Nosferatu. Ellen es la figura materna que salva al niño a través de su ser y de sus acciones.

### Simbolismo ocultista
La puesta en escena realista de la película, da la impresión de que los procesos sobrenaturales están anclados en el mundo real como algo natural. En la descripción del vampiro como una figura mágica, pero no obstante real, que está dotada de conocimientos secretos de manera elitista-académica, se hace evidente la influencia de Grau en la película, que se movía en círculos ocultistas. Esta influencia es particularmente visible en el diseño de la carta que Knock recibe de Nosferatu al comienzo de la película. En dos escenas breves, que juntas duran sólo unos segundos, se ve un texto cifrado de aspecto cabalístico, cuyo código Sylvain Exertier considera idescifrable. Además de signos como la Cruz de Malta y una esvástica, se pueden ver letras del alfabeto hebreo y símbolos astrológicos. Sylvain Exertier interpreta el texto como un anuncio del viaje –también espiritual– de Orlok en el campo de tensión entre el principio masculino, representado por Júpiter, el femenino, simbolizado por Venus, y la muerte, representada por Saturno. También hay dibujos decorativos de una calavera, una serpiente y un dragón que Exertier considera “más espectaculares que auténticos”. Queda sin aclarar, si la carta es una cuestión de "coquetería por parte del director o un guiño de los ocultistas".

## Adaptaciónes y nuevas versiónes

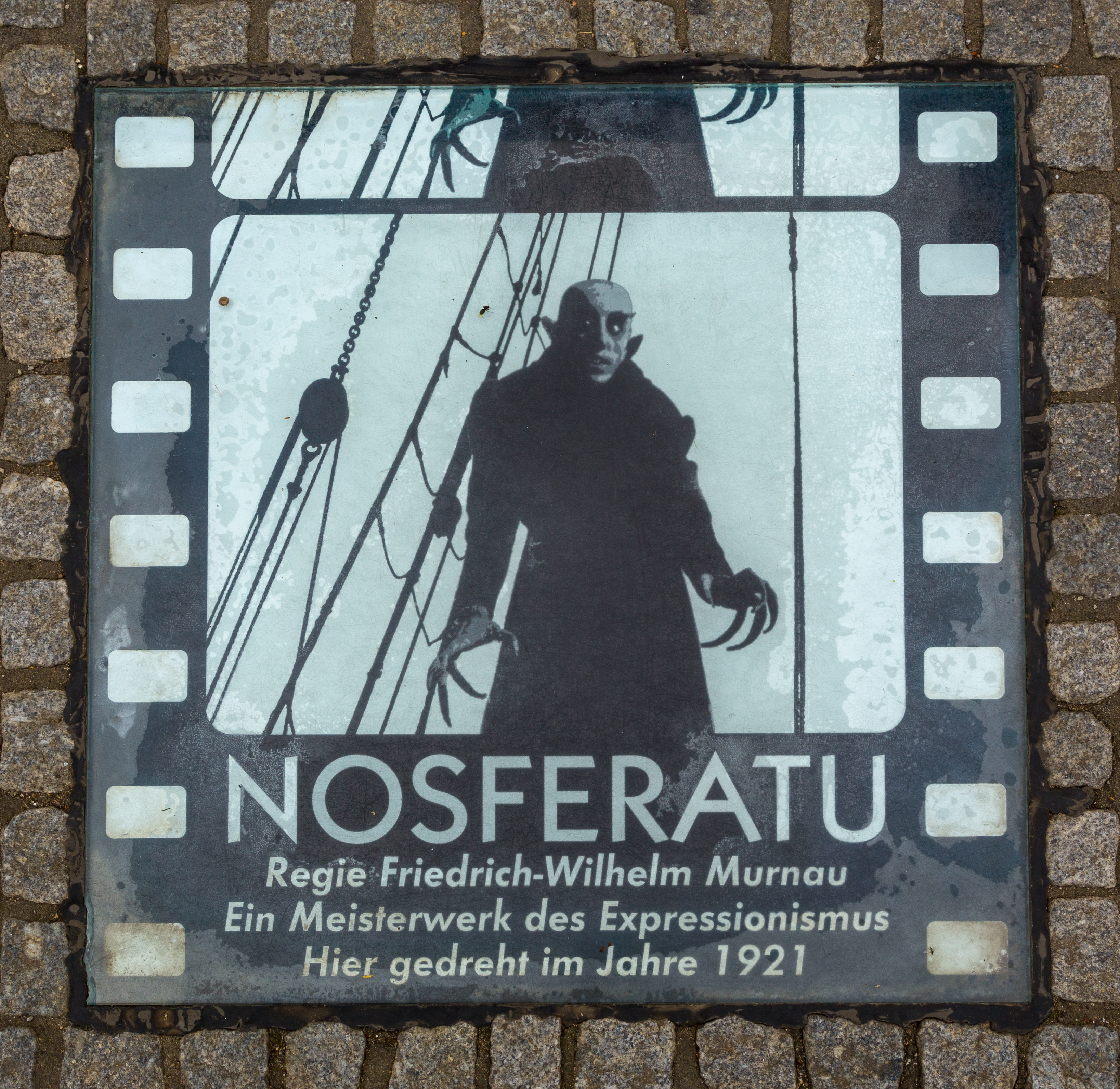
Placa conmemorativa de Nosferatu en Wismar.

- En 1977, José Ernesto Díaz Noriega hizo una humorística e iconoclasta sonorización de Nosferatu, titulada Manuscrito encontrado en Zarazwela o Nos fera tu la pugnete. Utilizando una copia de la versión inglesa en S8 mm, y "observando la curiosa coincidencia de la ficción que se relata en el film con la historia",[73]Díaz Noriega adaptó el argumento del vampiro a los años de la Transición española, convirtiendo a Arias Navarro en Dráculas Navarro, a Juan Carlos de Borbón en Jonathan Carolus (príncipe de Franconia) y a Santiago Carrillo en Jacobus Carrillus. La Transilvania original se convierte en Galitzia y el Pazo de Meirás en el castillo del vampiro. Todos los personajes de Murnau encuentran equivalencia en los actores políticos de la Transición.[74]
- En 1979, Werner Herzog dirigió una remake de Nosferatu, el vampiro, titulada Nosferatu, vampiro de la noche. Filmado con un presupuesto escaso, como era habitual en Alemania durante los años setenta, el Nosferatu de Herzog fue una revisión del legendario filme original, con cambios en el argumento.[75] Se convirtió en un éxito de crítica y obtuvo buenas cifras en la taquilla. Desde su estreno hasta la actualidad es considerada un sentido homenaje a la obra de Murnau y una excelente película por derecho propio. Klaus Kinski ocupó el papel principal, acompañado de Isabelle Adjani y Bruno Ganz.
- En el año 2000 se estrenó el filme de terror La sombra del vampiro, dirigida por E. Elias Merhige. La cinta, que posee rasgos de humor negro, relata una historia ficticia sobre el rodaje de la versión muda de Nosferatu.[76] Protagonizada por John Malkovich y Willem Dafoe, se trata de una historia fantástica de horror en la que un director (Murnau, interpretado por Malkovich) crea una película de vampiros completamente realista gracias a que contrata a un auténtico vampiro (interpretado por Dafoe) para que intérprete el papel de Nosferatu.
- En 2024, el director y guionista Robert Eggers adaptó un remake terror gótico al siglo XXI, titulado Nosferatu. Protagonizada por Bill Skarsgård como Conde Orlok, Nicholas Hoult como Thomas Hutter y Lily-Rose Depp como Ellen Hutter.[77]

## En la cultura popular: legado

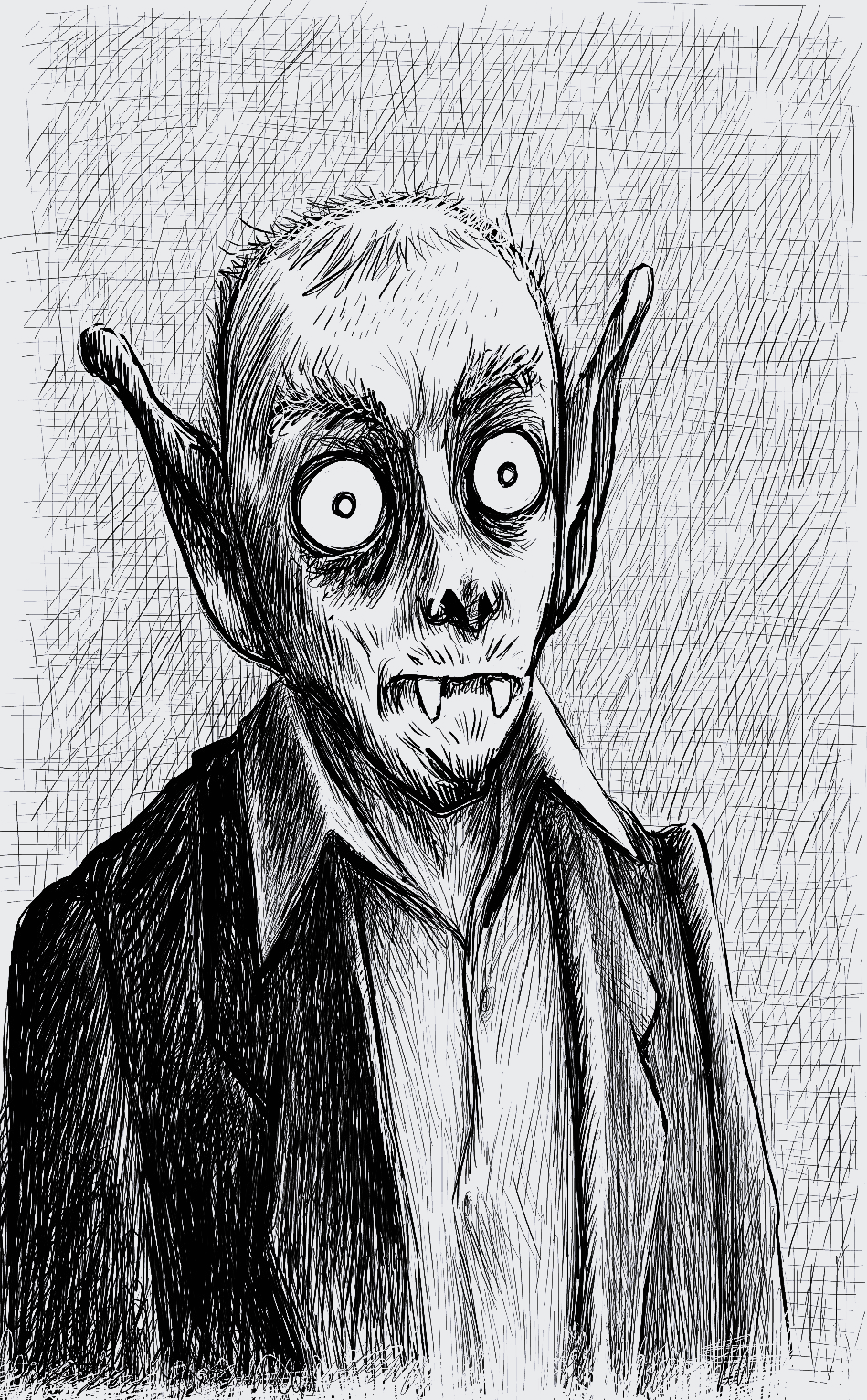
Caricatura de Nosferatu realizada por un dibujante de la Place du Tertre, en París.

- En la adaptación televisiva de la novela de Stephen King Salem's Lot (1979) la apariencia del villano Kurt Barlow (Reggie Nalder) se inspiró en la de Nosferatu. El productor, Richard Kobritz, afirmó que: "Volvimos al viejo concepto alemán de Nosferatu, donde él es la esencia del mal, y no algo romántico o adulador, o, ya sabes, el Drácula de mejillas sonrosadas y pico de viuda".[78]
- El conde Orlok ha aparecido en cómics, como en la novela gráfica de Viper Comics del 2010 titulada Nosferatu, que cuenta la historia de Orlok en un entorno moderno.
- El conde Orlok también apareció en un episodio de Bob Esponja titulado "Turno de Ultratumba".[79] Al final del episodio se revela que él es el responsable del parpadeo de las luces en la historia de terror de Calamardo Tentáculos; cuando lo descubren, él sonríe y el episodio termina. El conde volvería a aparecer como personaje secundario en la undécima temporada y en la serie spin-off Kamp Koral: SpongeBob's Under Years.[80]
- En un episodio de la serie ¿le temes a la oscuridad? llamado "La historia de la locura de medianoche", trata sobre 2 empleados de un cine que realizan un último esfuerzo por salvar un teatro, aparece el Dr. Vink y propone exhibir una película de vampiros llamada Nosferatu el demonio vampiro que atrae a grandes audiencias... y trae al monstruo de la película a la vida.
- El diseño característico de Nosferatu es utilizado como uno de los clanes de Vampiros de los juegos de rol de White Wolf, Vampiro: la mascarada y Vampiro: el requiem.
- Así mismo, uno de los personajes del juego League of Legends, Vladimir, tiene una apariencia alternativa basada en Nosferatu, siendo esta llamada "Vladimir Nosferatu".
- En el videojuego "Castlevania Symphony of the night" (cuyo nombre es también una referencia al título original Symphony of terror) el jefe final del área llamada "Olrox quarters" se llama Olrox y tiene la misma apariencia del conde Olrok, siendo esta una referencia muy notoria.
- José Fors adaptó una ópera rock titulada "Orlok el vampiro".

## Discografía
La partitura original de Nosferatu fue realizada por Hans Erdmann.
- Nosferatu - A symphony of horror (BMG 09026-68143-2). La música de Hans Erdmann para la película Nosferatu de F. W. Murnau en una versión completa restaurada en 1994.

Más tarde se realizaron otras obras inspiradas en esta película:
- 1969: Peter Schirmann
- 1989: Richard Marriott[81]
- 1989: Hans Posegga Archivado el 19 de mayo de 2022 en Wayback Machine.[82]
- 1991: Timothy Howard
- 1997: James Bernard
  - Nosferatu - Original soundtrack recording (Silva Screen FILMCD 192). La música de James Bernard, especialista en filmes de terror. Fue grabada en 1997.
- 2001: Carlos U. Garza y Richard O’Meara[83]
- 2003: José María Sánchez-Verdú
- 2004: The Iker Jiménez Orgasmic Experience
- 2004: Bernd Wilden[84]
- 2004: Nosferatu: sinfonía a la demencia (Orden del Císter/En Negro Producciones). La música del ensamble mexicano Exsecror Vecordia, un homenaje a Friedrich Murnau. Publicada en 2004.[85]
- 2006: Bernardo Uzeda.
- 2008: Musicalizada en vivo en el ciclo de cine: "Cine Mudo + Música Improvisada" organizado por el Goethe Institut de Santiago de Chile. La musicalización estuvo a cargo del guitarrista e improvisador Ramiro Molina.
- 2015: La Mafia del Amor
- 2015: Musicalizada en Vivo en Teatro Condell, Valparaíso, Chile, en dos sesiones de interpretación libre organizadas por REPLICA MAG Y CINE INSOMNIA, la primera por Carlos Reinoso con sonidos electrónicos y posteriormente por Sergio Miranda con Guitarra experimental.